# Alberto V di Meclemburgo-Schwerin
Alberto V di Meclemburgo-Schwerin (1397 – 1º giugno/6 dicembre 1423) fu duca di Meclemburgo-Schwerin dal 1412 fino alla morte.

## Biografia
Alberto era figlio di Alberto III e della sua seconda moglie Agnese.
Alla morte del padre, nel 1412, Alberto era ancora minorenne e pertanto fu posto sotto la tutela della madre, in accordo con Giovanni IV.
Nel 1419, insieme con Giovanni IV e il consiglio della città di Rostock, fondò l'Università di Rostock. Quest'università fu la prima nella Germania del nord e dell'intera area baltica.

## Matrimonio
Alberto fu fidanzato nel 1413 con Cecilia, figlia di Federico I di Brandeburgo. Il matrimonio però non venne concluso. Invece, nel 1423, sposò un'altra figlia di Federico, Margherita di Brandeburgo.

## Ascendenza
|                                                          |                                          |                                           | Genitori                                     |  |  | Nonni |  |  | Bisnonni                          |  |  | Trisnonni                        |  |
|                                                          |                                          |                                           |                                              |  |  |       |  |  | Enrico II, signore di Meclemburgo |  |  | Enrico I, signore di Meclemburgo |  |
|                                                          |                                          |                                           |                                              |  |  |       |  |  | Enrico II, signore di Meclemburgo |  |  | Enrico I, signore di Meclemburgo |  |
|                                                          |                                          | Anastasia di Pomerania-Stettino           |                                              |  |  |       |  |  | Enrico II, signore di Meclemburgo |  |  |                                  |  |
| Alberto II, duca di Meclemburgo-Schwerin                 |                                          |                                           |                                              |  |  |       |  |  | Enrico II, signore di Meclemburgo |  |  |                                  |  |
|                                                          |                                          | Anna di Sassonia-Wittenberg               | Alberto II, duca di Sassonia-Wittenberg      |  |  |       |  |  |                                   |  |  |                                  |  |
|                                                          |                                          | Anna di Sassonia-Wittenberg               | Alberto II, duca di Sassonia-Wittenberg      |  |  |       |  |  |                                   |  |  |                                  |  |
|                                                          |                                          | Anna di Sassonia-Wittenberg               | Agnese d'Asburgo                             |  |  |       |  |  |                                   |  |  |                                  |  |
| Alberto III, re di Svezia e duca di Meclemburgo-Schwerin |                                          | Anna di Sassonia-Wittenberg               |                                              |  |  |       |  |  |                                   |  |  |                                  |  |
|                                                          |                                          | Erik, duca di Södermanland                | Magnus III, re di Svezia                     |  |  |       |  |  |                                   |  |  |                                  |  |
|                                                          |                                          | Erik, duca di Södermanland                | Magnus III, re di Svezia                     |  |  |       |  |  |                                   |  |  |                                  |  |
|                                                          |                                          | Erik, duca di Södermanland                | Edvige di Holstein                           |  |  |       |  |  |                                   |  |  |                                  |  |
| Eufemia di Svezia                                        |                                          | Erik, duca di Södermanland                |                                              |  |  |       |  |  |                                   |  |  |                                  |  |
|                                                          |                                          | Ingeborg di Norvegia                      | Haakon V, re di Norvegia                     |  |  |       |  |  |                                   |  |  |                                  |  |
|                                                          |                                          | Ingeborg di Norvegia                      | Haakon V, re di Norvegia                     |  |  |       |  |  |                                   |  |  |                                  |  |
|                                                          |                                          | Ingeborg di Norvegia                      | Eufemia di Rügen                             |  |  |       |  |  |                                   |  |  |                                  |  |
| Alberto V, duca di Meclemburgo-Schwerin                  |                                          | Ingeborg di Norvegia                      |                                              |  |  |       |  |  |                                   |  |  |                                  |  |
|                                                          | Magnus I, duca di Brunswick-Wolfenbüttel | Alberto II, duca di Brunswick-Lüneburg    |                                              |  |  |       |  |  |                                   |  |  |                                  |  |
|                                                          | Magnus I, duca di Brunswick-Wolfenbüttel | Alberto II, duca di Brunswick-Lüneburg    |                                              |  |  |       |  |  |                                   |  |  |                                  |  |
|                                                          | Magnus I, duca di Brunswick-Wolfenbüttel | Rixa di Werle                             |                                              |  |  |       |  |  |                                   |  |  |                                  |  |
| Magnus II, duca di Brunswick-Wolfenbüttel                | Magnus I, duca di Brunswick-Wolfenbüttel |                                           |                                              |  |  |       |  |  |                                   |  |  |                                  |  |
|                                                          |                                          | Sofia di Brandeburgo-Landsberg            | Enrico I, margravio di Brandeburgo-Landsberg |  |  |       |  |  |                                   |  |  |                                  |  |
|                                                          |                                          | Sofia di Brandeburgo-Landsberg            | Enrico I, margravio di Brandeburgo-Landsberg |  |  |       |  |  |                                   |  |  |                                  |  |
|                                                          |                                          | Sofia di Brandeburgo-Landsberg            | Agnese di Baviera                            |  |  |       |  |  |                                   |  |  |                                  |  |
| Agnese di Brunswick-Wolfenbüttel                         |                                          | Sofia di Brandeburgo-Landsberg            |                                              |  |  |       |  |  |                                   |  |  |                                  |  |
|                                                          |                                          | Bernardo III, principe di Anhalt-Bernburg | Bernardo II, principe di Anhalt-Bernburg     |  |  |       |  |  |                                   |  |  |                                  |  |
|                                                          |                                          | Bernardo III, principe di Anhalt-Bernburg | Bernardo II, principe di Anhalt-Bernburg     |  |  |       |  |  |                                   |  |  |                                  |  |
|                                                          |                                          | Bernardo III, principe di Anhalt-Bernburg | Elena di Rügen                               |  |  |       |  |  |                                   |  |  |                                  |  |
| Caterina di Anhalt-Bernburg                              |                                          | Bernardo III, principe di Anhalt-Bernburg |                                              |  |  |       |  |  |                                   |  |  |                                  |  |
|                                                          |                                          | Agnese di Sassonia-Wittenberg             | Rodolfo I, principe elettore di Sassonia     |  |  |       |  |  |                                   |  |  |                                  |  |
|                                                          |                                          | Agnese di Sassonia-Wittenberg             | Rodolfo I, principe elettore di Sassonia     |  |  |       |  |  |                                   |  |  |                                  |  |
|                                                          |                                          | Agnese di Sassonia-Wittenberg             | Giuditta di Brandeburgo                      |  |  |       |  |  |                                   |  |  |                                  |  |
|                                                          |                                          | Agnese di Sassonia-Wittenberg             |                                              |  |  |       |  |  |                                   |  |  |                                  |  |